# Дрегенешть (Ясси)
Дрегенешть, Дрегенешті (рум. Drăgănești) — село у повіті Ясси в Румунії. Входить до складу комуни Андрієшень.
Село розташоване на відстані 354 км на північ від Бухареста, 47 км на північний захід від Ясс.

## Населення
За даними перепису населення 2002 року у селі проживала 161 особа, усі — румуни. Усі жителі села рідною мовою назвали румунську.